# Francis Hegerty

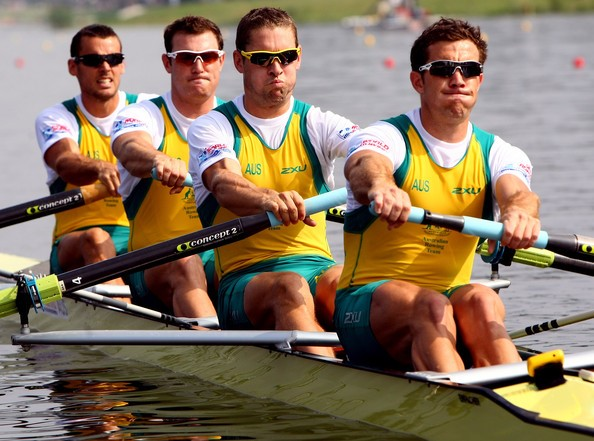
Von links nach rechts: Matt Ryan, James Marburg, Cameron McKenzie-McHarg, Francis Hegerty

Francis Hegerty (* 22. September 1982 in Canberra) ist ein ehemaliger australischer Ruderer. 2008 gewann er mit dem australischen Vierer ohne Steuermann eine olympische Silbermedaille.

## Sportliche Karriere
Francis Hegerty begann 1995 mit dem Rudersport. 2002 belegte er mit dem Achter den vierten Platz bei den U23-Weltmeisterschaften, 2003 gewann er die Bronzemedaille. Bei den Weltmeisterschaften 2006 in Eton erreichte Hegerty mit dem Vierer ohne Steuermann den fünfzehnten Platz der Achter den vierten Platz. Im Jahr darauf belegte er mit dem Vierer den zwölften Platz bei den Weltmeisterschaften in München.
2008 war Hergerty der einzige Verbliebene aus dem Vorjahresvierer. In der Besetzung Matt Ryan, James Marburg, Cameron McKenzie-McHarg und Francis Hegerty siegte der Vierer bei der Weltcup-Regatta in Luzern. Bei den Olympischen Spielen 2008 in Peking gewannen die Australier ihren Vorlauf, im Halbfinale belegten sie mit anderthalb Sekunden Rückstand den zweiten Platz hinter den Briten. Im Finale siegten die Briten mit einer Sekunde Vorsprung vor den Australiern, die drittplatzierten Franzosen lagen anderthalb Sekunden hinter den Australiern.
2009 bei den Weltmeisterschaften in Posen siegte der britische Vierer mit fast zwei Sekunden vor der australischen Crew, die in der gleichen Besetzung wie 2008 antrat. 2010 belegten die vier Australier den vierten Platz beim Weltcup in München und den fünften Platz beim Weltcup in Luzern. Für die Weltmeisterschaften in Neuseeland wechselten sie in den Achter, der in der Besetzung William Lockwood, Matt Ryan, Francis Hegerty, Cameron McKenzie-McHarg, James Marburg, Samuel Loch, Nicholas Purnell, Joshua Dunkley-Smith und Steuermann Tobias Lister antrat. Im Finale gewann der Deutschland-Achter vor den Briten, dahinter erkämpften die Australier die Bronzemedaille. 2011 ruderten Marburg, Hegerty und Ryan erneut im australischen Achter und belegten den vierten Platz bei den Weltmeisterschaften in Bled. 2012 belegte der Achter im Weltcup den sechsten Platz in Luzern und den zweiten Platz in München. Bei den Olympischen Spielen 2012 in London erreichte der Achter den sechsten Platz.